# Prąd różnicowy
Prąd różnicowy (prąd resztkowy) - algebraiczna suma wartości chwilowych prądu płynącego przez wszystkie części czynne w określonym punkcie instalacji elektrycznej.